# Helen Liebendörfer
Helen Liebendörfer (* 1943 in Riehen) ist eine Schweizer Autorin, Erwachsenenbildnerin und Ausstellungsmacherin.
Liebendörfer ist Dozentin an der Volkshochschule beider Basel. Sie veröffentlichte mehrere thematische Führer durch die Stadt Basel und historische Romane über Wibrandis Rosenblatt, Angela Böcklin-Pascucci, die Gemahlin von Arnold Böcklin, den Apotheker und Diplomaten Henman Offenburg, Johann August Sutter, den «Kaiser von Kalifornien», über Marie Hesse, die Mutter von Hermann Hesse und über den Kupferstecher und Verleger Matthäus Merian.
2008 erhielt sie eine Ehrenpromotion der Universität Basel für die Vermittlung der soziokulturellen Besonderheiten der Stadt Basel an ihren Führungen.
Sie ist seit 1963 mit dem Musiklehrer und Dirigenten Frieder Liebendörfer verheiratet und hat drei erwachsene Kinder.